# Hedwige de Ligne

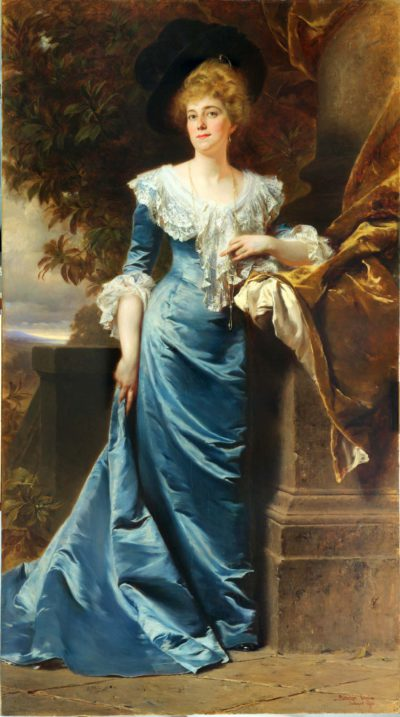
Portret van Hedwige de Ligne door Gyula Benczúr

Hedwige Marie Gabrielle de Ligne, Hertogin van Arenberg (Parijs, 4 mei 1877 – Neuilly-sur-Seine, 22 september 1938) was hertogin van Arenberg.
De Hertogin Hedwigepolder is door haar echtgenoot, hertog Engelbert Marie van Arenberg, naar haar vernoemd. Tevens is in Beveren een straat, de Hedwige de Lignestraat, naar haar vernoemd, zodat haar naam bewaard blijft na de ontpoldering van de polder.

## Biografie
Hedwige de Ligne werd geboren in Parijs op 4 mei 1877 als dochter van Charles de Ligne (1837–1914) en Charlotte de Gontaut-Biron (1852–1933). Ze huwde Engelbert Marie van Arenberg, de 9e hertog van Arenberg op 14 oktober 1897. Door dat huwelijk werd ze hertogin van Arenberg. Samen kregen ze twee zoons, Engelbert-Karel en Erik, en een dochter Lydia. De Ligne overleed in 1938 in Neuilly-sur-Seine in het departement Hauts-de-Seine in de buurt van haar geboorteplaats Parijs.

## Hertogin Hedwigepolder
De Hertogin Hedwigepolder is vernoemd naar Hedwige de Ligne en de straten in de polder zijn vernoemd naar haar kinderen. De polder werd rond 1847 ingepolderd door de familie van De Ligne en haar echtgenoot Engelbert Marie van Arenberg besloot de polder te vernoemen naar zijn vrouw.